# 청년환경센터
청년환경센터(영문명 : Korea Eco-Center)는 2000년 8월 창립한 한국의 환경단체이다. 청년환경센터는 "자본에 짖밟히는 생명을 지키는 운동"을 슬로건으로 채택하고 있으며, 반핵운동과 천성산지키기운동, 녹색정치 활성화, 생태교육 등의 분야에서 활동하고 있다.
서울과 부산에 각각 사무실을 운영하고 있었으나, 부산청년환경센터는 2008년 11월 해산하였다. 청년환경센터는 2010년부터 에너지정의행동으로 조직명을 바꾸고 활동을 계속하고 있다.